# Lon Nol

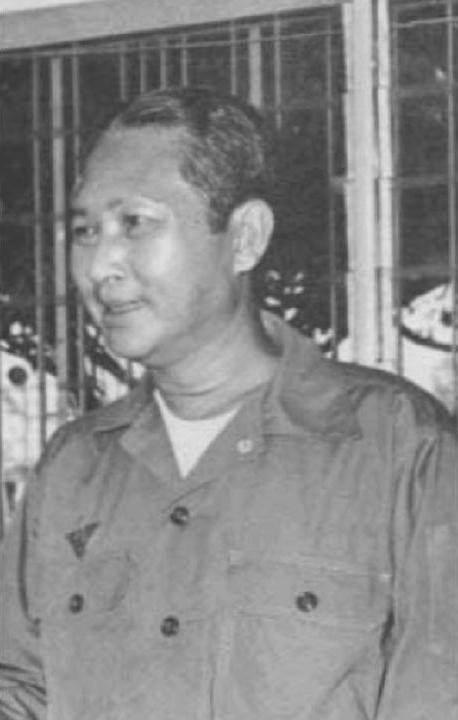
Lon Nol

Lon Nol (Khmer លន់ នល់; * 13. November 1913 in Kampong Leav, Provinz Prey Veng; † 17. November 1985 in Fullerton, Kalifornien) war ein kambodschanischer Offizier und Politiker. Er war von 1972 bis 1975 Präsident der Republik Khmer.

## Politische Laufbahn
Nach dem Besuch der Lycée Sisowath, einem französischsprachigen Gymnasium in Phnom Penh, wurde er von der französischen Kolonialverwaltung eingestellt, bei der er mit 32 Jahren die Position eines Provinzgouverneurs erreichte. Später wurde er kambodschanischer Polizeichef, 1954 Gouverneur der Provinz Battambang, 1955 Stabschef der kambodschanischen Armee. Ende der 1950er Jahre war er Oberbefehlshaber der Armee und Verteidigungsminister, 1966 bis 1967 Premierminister, dieses Amt übernahm er wieder im September 1969.
Die Regierung des Prinzen Sihanouk geriet in dieser Zeit zunehmend unter Druck, sowohl von innen durch die kommunistische Guerillagruppe der Roten Khmer, als auch von außen durch die Infiltration der Grenzgebiete zu Südvietnam durch den Vietcong im Zusammenhang mit dem Vietnamkrieg.

## Staatschef
Während Sihanouk auf einer Auslandsreise war, wurde er am 18. März 1970 unter maßgeblicher Beteiligung Lon Nols, zu diesem Zeitpunkt Premierminister, gestürzt. Lon Nol hatte Demonstrationen gegen die Anwesenheit von Vietnamesen im Grenzgebiet organisiert und forderte ultimativ ihren Rückzug. Sihanouk drohte aus dem Ausland mit der Verhaftung der Regierung, setzte seine Reisen aber fort. Die kambodschanische Nationalversammlung erklärte Sihanouk für abgesetzt. Lon Nol erhielt Sondervollmachten, offizielles Staatsoberhaupt war zunächst aber Cheng Heng. Der Vetter Sihanouks, Prinz Sirik Matak, blieb stellvertretender Premierminister. Die neue Regierung wurde von den meisten Staaten, auch von den USA und der Sowjetunion, schnell anerkannt – nicht aber von der Volksrepublik China, wo Sihanouk nun im Exil lebte.
Zur Rolle der USA beim Sturz Sihanouks gibt es verschiedene Sichtweisen:
- Die USA wünschten und unterstützten Lon Nols Putsch gegen Sihanouk, um freiere Hand gegen den Vietcong zu erhalten.
- Sihanouk hatte den Rückhalt in Parlament, Regierung und Verwaltung verloren. Seine Abwahl geschah ohne äußere Einflüsse.

Lon Nols Regierung wurde von den städtischen Mittel- und Oberschichten weitgehend akzeptiert, auf dem Land wurde aber der gestürzte Sihanouk weiter verehrt. Am 9. Oktober 1970 wurde die Monarchie für abgeschafft erklärt, 1972 übernahm Lon Nol das Präsidentenamt und den Rang eines Marschalls.
Der von Lon Nol geführte Krieg gegen die vietnamesischen Truppen im Land führte zu Pogromen gegen die vietnamesische Bevölkerungsminderheit. Hunderttausende starben oder wurden vertrieben. Seine gegen die Landbevölkerung gerichtete Politik führte zu einer Ablehnung seiner Politik in weiten Kreisen der Gesellschaft und zu bewaffnetem Widerstand. Zuletzt musste über das ganze Land das Kriegsrecht erklärt werden. Die Roten Khmer profitierten von der Politik Lon Nols. Waren sie vorher isoliert, so erhielten sie nun Unterstützung von Nordvietnam, Nordkorea, China und der Sowjetunion. Trotz der Flächenbombardements durch die US-Luftwaffe konnten die Nordvietnamesen ihre Positionen im Land behaupten und sogar ausbauen. Davon profitierten die Roten Khmer ebenfalls. Mit Billigung oder auf die Bitte von Lon Nol wurden zwischen 1970 und 1973 2,7 Millionen Tonnen Bomben auf die ländlichen Gebiete im Land abgeworfen, besonders auf Gebiete mit vietnamesischer Präsenz. Viele Menschen wurden dadurch zu den Roten Khmer getrieben, welche einen tiefen Hass gegen Lon Nol und die Bewohner der Städte entwickelten. Nach dem 27. Januar 1973 zogen die Vietnamesen ihre Truppen aus dem Land ab. Die Gebiete wurden daraufhin von den Roten Khmer beherrscht. Die Roten Khmer errichteten einen Parallelstaat.
In den folgenden Jahren verloren Lon Nols Truppen zunehmend die Kontrolle über das Land, seine Regierung galt als unpopulär, inkompetent und korrupt (→ Geschichte Kambodschas).

## Sieg der Roten Khmer und Exil
Nachdem 1973 der US-Kongress die Flächenbombardierung der ländlichen Gebiete durch die US-Luftwaffe gestoppt hatte, wurde die Situation 1975 in Phnom Penh unhaltbar, da die Roten Khmer und ihre Verbündeten den wichtigen Mekong-Fluss Richtung Meer blockiert hatten. Nachschub aus Saigon war auch mit gepanzerten Flussschiffen nicht mehr möglich. Die Stadt konnte nur noch aus der Luft mit Lebensmitteln, Waffen und Munition versorgt werden. Am 1. April 1975 floh Lon Nol aus der Hauptstadt Phnom Penh, die kurz darauf von den Roten Khmer eingenommen wurde. Sein Bruder Lon Non und sein ehemaliger Stellvertreter Prinz Sirik Matak blieben im Land und wurden ermordet. Lon Nol ließ sich zunächst in Hawaii nieder und ging 1979 nach Kalifornien.